# Fallon (Nevada)
Fallon je jediné a sídelní město okresu Churchill County ve státě Nevada ve Spojených státech amerických. Žije zde přibližně 9 300 obyvatel.
V roce 1896 si zde Michael Fallon postav ranč, který na přelomu 19. a 20. století prodal senátoru Warrenu W. Williamsovi. Ten zde založil nové město, které se roku 1903 stalo správním střediskem okresu Churchill County. V roce 1908 byla zřízena městská samospráva.
Fallonem prochází silnice U.S. Route 50 a U.S. Route 95, u města se nachází letiště.